# Burning Rain
Burning Rain is een Amerikaanse hardrockband, geformeerd in Los Angeles in 1998 door gitarist Doug Aldrich en zanger Keith St. John. Burning Rain speelt hardrock in de stijl van de jaren 1970 met ontleningen van de blues en metal.

## Bezetting
Oprichters
- Doug Aldrich (gitaar)
- Keith St. John (zang)
- Ian Mayo (basgitaar)
- Alex Makarovich (drums)

Huidige bezetting
- Doug Aldrich (gitaar)
- Keith St. John (zang)
- Brad Lang (basgitaar, sinds 2018)
- Blas Elias (drums, sinds 2018)

Voormalige leden
- Sean McNabb (basgitaar, 2013–2014)
- Matt Starr (drums, 2013–2014)

## Geschiedenis
Burning Rain werd in 1998 geformeerd in Los Angeles. Doug Aldrich (gitaar, Bad Moon Rising, House of Lords) en Keith St. John (Montrose) formeerden de band samen met Alex Makravovich (drums, ex-Steelheart) en Ian Mayo (bas, ex-Hericane Alice). In 1999 werd het titelloze debuutalbum uitgebracht bij het Japanse label Pony Canyon. Slechts een jaar later kwam de Europese persing bij Z Records.Het tweede album Pleasure to Burn volgde al in 2000 via Canyon International in Japan en opnieuw via Z Records in Europa.
De band pauzeerde toen een tijdje omdat Doug Aldrich actief was met Whitesnake en Dio, terwijl Keith St. John veel live-optredens speelde met Montrose. Na de zelfmoord van Ronnie Montrose werd de band in 2013 opnieuw geactiveerd. Bassist Sean McNabb (ex-Dokken, Lynch Mob) en drummer Matt Starr (Mr. Big) kwamen bij de band. In 2013 werd het album Epic Obsessions uitgebracht via Frontiers Records. De band bracht ook het Kiss-covernummer Calling Dr. Love uit op het iTunes-tributealbum A World With Heroes: A Kiss Tribute for Cancer Care.
Aldrich richtte in 2014 samen met Jack Blades en Deen Castronovo de superband Revolution Saints op. Hij zorgde ook steeds meer voor zijn privéleven, zodat Burning Rain weer pauzeerde. In 2018 kwamen Aldrich en Keith St. John terug, dit keer met Blas Elias (Slaughter) en Brad Lang (Y&T). Het vierde album Face the Music werd uitgebracht in 2019, opnieuw via Frontiers Records.

## Discografie

### Singles
- 2013: My Lust Your Fate[13]
- 2019: Midnight Train[14]
- 2019: If It’s Love
- 2019: Face the Music[15]

### Albums
- 1999: Burning Rain (Pony Canyon, Z Records)
- 2000: Pleasure to Burn (Canyon International, Z Records)
- 2013: Epic Obsession (Frontiers Records)
- 2019: Face the Music (Frontiers Records)